# أوستين هاك
أوستين هاك (بالإنجليزية: Austin Hack)‏ هو مجدف أمريكي، ولد في 17 مايو 1992 في سبرينغفيلد في الولايات المتحدة.

## وصلات خارجية
- أوستين هاك على موقع الاتحاد الدولي للتجديف (الإنجليزية)
- أوستين هاك على موقع اللجنة الأولمبية الدولية (الإنجليزية)
- أوستين هاك على موقع أوليمبيديا (الإنجليزية)